# 8353 Megryan
8353 Megryan eller 1989 GC4 är en asteroid i huvudbältet som upptäcktes den 3 april 1989 av den belgiske astronomen Eric W. Elst vid La Silla-observatoriet. Den är uppkallad efter den amerikanska skådespelerskan Meg Ryan.
Asteroiden har en diameter på ungefär 6 kilometer.